# 町支寛二
町支 寛二（ちょうし かんじ、1952年5月5日 - ）は、広島県呉市出身のギタリスト。
浜田省吾の長きに渡るパートナーとして知られている。

## バイオグラフィー
幼い頃からエルヴィス・プレスリーやポール・アンカといったオールディーズ・ポップスを好んで聴いており、ビートルズに出会ってから音楽に夢中になる。
後に知り合う浜田は「自分よりもビートルズに詳しい人間に初めて会った」と語っており、楽曲だけでなくコード進行まで覚えている町支に衝撃を受けた。
1968年、修道高校1年の時、バンド「グルックス」を結成、広島フォーク村に参加。1969年、フォーク村の自主制作アルバム『古い船をいま動かせるのは古い水夫じゃないだろう』に自作曲「波よ消さないで」で参加。1970年、グルックス解散。
1972年、東海大学在学中に旧友である浜田らと共にバンド「愛奴」を結成。1974年、吉田拓郎の全国ホール・ツアーのバックバンドとして帯同。1975年に愛奴のヴォーカリスト及びギタリストとしてレコード・デビュー。1976年に愛奴は解散するが、ソロ・デビューしていた浜田のレコーディングやツアー・メンバーとして活躍する。
まだ浜田が売れていなかった頃には、マネージャーとしての仕事もこなした。地方のラジオ番組に出演した後ホテルに戻り、経費の精算をしている町支を見て、浜田は申し訳なく思ったという。
ファルセット・ヴォイスを活かしたコーラス・アレンジは絶品で、浜田作品にとって欠かせないものとなっている。互いに強い絆で結ばれており、1994年に浜田の全国ツアー中に町支が脳腫瘍で手術・入院した際は、ツアーを中断し町支の復帰を待った。河合夕子の一連のアルバムで担当したコーラス・アレンジは、日本の音楽界に残る名アレンジといわれている。
ギタリストとしても活躍しており、1980年の浜田のアルバム『Home Bound』で共演したTOTOのスティーヴ・ルカサーに大きな影響を受けている。レコーディングの最中は、同じくTOTOにハマっていた水谷公生と二人、ルカサーのプレイに見とれていた。ライブで頭を振りながらギターを弾くのは、このときのルカサーの影響だろうと浜田は述べている。
1980年代以降、浜田の作品だけでなく、尾崎豊や杉真理、村下孝蔵、前川清、小山卓治などのレコーディングに参加、スタジオ・ミュージシャンとしてのキャリアも積み上げていく。1992年、40歳にして初のソロ・アルバムを発表、その後も断続的にソロ活動を行っている。長年の盟友、サックス・プレイヤー古村敏比古と「カンフル罪」を結成、アルバム・リリースやライブ・ツアーを行っている。

## ディスコグラフィー

### シングル
|     | 発売日        | タイトル               | c/w                     | 発売元       | 製造番号  | 形態 | 順位 |
| --- | ------------- | ---------------------- | ----------------------- | ------------ | --------- | ---- | ---- |
| 1st | 1992年8月1日  | さよなら、紺色のうさぎ | カタコトの夏            | Sony Records | SRDL-3515 | CD   | -    |
| 2nd | 1992年11月1日 | 君を愛してはいけない   | あふれる愛              | Sony Records | SRDL-3549 | CD   | -    |
| 3rd | 1993年3月21日 | もう会えなくなるよ     | 遥かなるスタジアム      | Sony Records | SRDL-3627 | CD   | -    |
| 4th | 1993年7月1日  | 裸足のダンサー         | Watermark               | Sony Records | SRDL-3681 | CD   | -    |
| 5th | 1995年11月1日 | 二人だけの週末         | 天使も歌う夜            | Sony Records | SRDL-4094 | CD   | -    |
| 6th | 1997年9月3日  | 旅する男               | この一秒は 僕だけのもの | 日本クラウン | CRDP-164  | CD   | -    |

### オリジナル・アルバム
|     | 発売日        | タイトル                | 発売元       | 製造番号   | 形態 | 順位 |
| --- | ------------- | ----------------------- | ------------ | ---------- | ---- | ---- |
| 1st | 1992年9月12日 | 僕を呼ぶ声              | Sony Records | SRCL-2454  | CD   | 23位 |
| 2nd | 1993年4月21日 | ひき潮                  | Sony Records | SRCL-2580  | CD   | 57位 |
| 3rd | 1995年11月1日 | Pinkのクジラ            | Sony Records | SRCL-3358  | CD   | -    |
| 4th | 1997年9月26日 | the commitment of "217" | 日本クラウン | CRCP-20160 | CD   | -    |

### ミニ・アルバム
|     | 発売日         | タイトル       | 発売元       | 製造番号   | 形態 | 順位 |
| --- | -------------- | -------------- | ------------ | ---------- | ---- | ---- |
| 1st | 1998年4月22日  | LOVE AND MERCY | 日本クラウン | CRCP-20173 | CD   | -    |
| 2nd | 2002年12月22日 | Ark            | Ardwolf      | KCAW-0001  | CD   | -    |
| 3rd | 2003年11月1日  | Separate Heart | Ardwolf      | KCAW-0002  | CD   | -    |

### ベスト・アルバム
|     | 発売日        | タイトル     | 発売元     | 製造番号 | 形態         | 順位 |
| --- | ------------- | ------------ | ---------- | -------- | ------------ | ---- |
| 1st | 2014年5月30日 | My Favorites | CSレコード | DQCL-526 | Blu-spec CD2 | -    |